# Артиллерия
Артилле́рия (через фр. artillerie (или итал. artiglieria), старофранц. artillier — «снабжать орудиями», от лат. artillum — «снаряд, орудие», однокоренное слово — «артист»):
1. род войск, основным вооружением которого являются артиллерийские орудия — огнестрельное оружие относительно крупного калибра: пушки, гаубицы, миномёты и т. п. (артиллерийские установки различного типа и ствольные реактивные установки), снаряжаемые, соответственно, метательными и реактивными поражающими средствами (снарядами), предназначенными для уничтожения живой силы и объектов противника;
2. совокупность предметов артиллерийского вооружения;
3. научная дисциплина (лат. ars tormentaria, machina bellica, machinaria, tormenta bellica, artilleria), изучающая технику и тактику применения артиллерийского вооружения.

Артиллерия — один из трёх старейших родов войск, основная ударная сила сухопутных войск современных Вооружённых Сил. Артиллерия имеет многообразную классификацию по своему боевому предназначению, типам систем вооружения и организационно-штатной структуре. Артиллерия калибра 105 мм и крупнее имеет возможность применять химические и биологические боеприпасы, а начиная с калибра 152—155 мм способна применять тактические ядерные боеприпасы.
Включает пушки, гаубицы, миномёты, безоткатные орудия, боевые машины, противотанковые управляемые снаряды и реактивную артиллерию; артиллерийские и стрелковые боеприпасы; средства передвижения артиллерии — колесные и гусеничные тягачи и другие; приборы управления огнём; средства разведки и обеспечения стрельбы; все виды стрелкового оружия, гранатомёты.
Кроме того, название «артиллерия» используется для обозначения рода войск, а также науки об устройстве, проектировании, производстве и эксплуатации артиллерийского вооружения, его боевых свойствах, способах стрельбы и боевого применения.
Раннее название на Руси:
- артиллерии — «Огнестрельный наряд» («Наряд») или «Огнестрельный снаряд» («Снаряд»[4]);
- артиллерийских войск — «Тура»[4].

## Происхождение термина
Слово используется в русском языке с 1695 года; до того чаще всего употреблялось слово «наряд».
Существует несколько вариантов происхождения слова:
- от латинских слов arcus (лук) и tellum (стрела) или ars (искусство) и tollendi (метание)[5].
- от итальянских arte (искусство) и tirare (стрелять). Приписывается теоретику артиллерии Никколо Тарталье (1500—1557)[6].
- от старофранцузского atellier, что значит располагать, устанавливать, и attillement, то есть снаряжение, оборудование, как начиная с XIII века именовали различную осадную технику[7].

Так, в 1164 году французский куртуазный поэт Кретьен де Труа употребляет слово atillier в значении «украшать» или «устраивать», в 1268 году парижский прево Этьен Буало в своей «Книге ремёсел» называет artillier производителя военных принадлежностей, а в 1307 году хронист и ветеран франко-фламандской войны Гийом Гиар в своей «Ветви королевских родов» называет «артиллерией» военный обоз с оружием и доспехами.

## История

### Начальный период
Огнестрельное артиллерийское оружие распространилось на рубеже XII—XIII веков. В Европе оно впервые появилось у испанцев, заимствовавших его у мавров и арабов. Арабы издавна применяли модфы или мидфа — «огненные трубы», закрытые с одной стороны, стрелявшие круглыми пулями, называвшимися бондок, то есть «орех». Согласно четырём арабским рукописям, в 1260 году мамлюки использовали их в битве с монголами при Айн-Джалуте, а испанские хронисты сообщают о применении их в 1262 году маврами при осаде кастильским королём Альфонсо X Ньеблы (Андалусия). Существует гипотеза, что в 1241 году монголы использовали уже примитивную артиллерию в битве с венграми на реке Шайо. По утверждению египетского историка Ибн Хальдуна, в 1274 году войско марокканского султана Абу Юсуфа Якуба использовало при осаде алжирского города Сиджильмаса «нефтяные машины» (хиндам ал-нафт), стрелявшие маленькими железными шариками.
На море огнестрельное оружие впервые применили около 1200 года арагонцы против флота Анжу. Это были так называемые «громовые трубки» (итал. cannuncole). Под 1281 годом в «Хрониках Форли» (итал. Cronache forlivesi) уже говорится о «ручных пушках» scoppi (ср. совр. итал. lo scoppio — «взрыв»), упоминание которых вызывает, однако, сомнения у ряда исследователей, а в 1304 году появляется сообщение об однофунтовых орудиях (итал. springarda), применявшихся на судах генуэзского адмирала Раниеро Гримальди, который находился на службе у французского короля.
Несмотря на то, что первое известное скульптурное изображение китайского снаряда, напоминающего пушку, найденное в провинции Сычуань, датируется 1128 годом, достоверные сведения о применении огнестрельных орудий в морских сражениях китайцами появляются лишь во второй половине XIII столетия, во времена династии Юань. Известно, что в 1259 году китайские инженеры изготовили для монголов «огненное копьё», представлявшее собой укреплённый ствол бамбука, способный стрелять картечью на расстояние в 250 метров. Древнейшая сохранившаяся китайская ручная пушка предположительно датируется 1288 годом, а более тяжёлое орудие с литым бронзовым стволом, имеющим памятную надпись, уже уверенно относится ко «2 году эпохи Дадэ, династии Юань», то есть к 1298 году. В 1281 году монголо-китайский флот использовал артиллерию при вторжении в Японию, а в 1293 году — в походе на остров Яву. В составленном в конце XIV века при династии Мин трактате Цзяо Юя и Лю Боуэна «Хуолунцзин», или «Руководство Огненного Дракона», описывается устройство и действие различных артиллерийских и ручных огнестрельных орудий, в том числе многоствольных, как на суше, так и на море.
История европейской артиллерии, с точки зрения технологии её изготовления, разделяется на три эпохи:
- первая, с 1350 по 1520 год, — эпоха орудий, кованых из железа, хотя уже на ранней её стадии появляются бронзовые пушки;
- вторая, с 1520 по 1854 год, — эпоха литых пушек;
- третья, с 1854 до наших дней, — эпоха орудий, изготавливаемых методом рассверливания цельных болванок или составных заготовок, с дальнейшей нарезкой стволов[14].

Первые достоверные сведения об использовании артиллерийских орудий европейцами на суше относятся к 1320-м годам. В декрете Венецианского сената 1324 года гонфалоньеру и двенадцати доверенным лицам поручается заготовить «cannoni», то есть пушки, и «eiserne» — железные ядра для защиты города. В постановлении Флорентийского собора от 11 февраля 1326 года сообщается о заказе пушек из металла (итал. canones de metallo), а также стрел или железных ядер к ним (итал. pilas seu pallectas ferreas). 
В хронике сообщается, что в 1331 году огнестрельные орудия, именуемые «мощными вазами» (итал. ponentes vasa), использовались при осаде фриульского города Чивидале.

«Потом пришли они к воротам и заняли мост и направили на город вазы… и метали в город из склопов, но ущерба не причиняли… наконец, многие из города бросились на мост и низвергли поставленные там вазы…»
Подобная «ваза», датированная 1322 годом, была найдена в 1817 году в женском монастыре в Мантуе и описана местным историком Карло д’Арко, но в 1849 году утрачена, и известна ныне по рисунку, сохранившемуся в опубликованном в 1869 году сборнике документов. Она имела литой ствол калибром 55 мм, длиной 16,4 см и диаметром 14 см в казённой части, массой 4,9 кг.
Инвентаризационные документы немецких архивов упоминают пушки под 1330 годом в Ингольштадте и под 1334 годом в Мерзебурге. В 1333 году в сообщениях об осаде англичанами шотландской крепости Берик упоминаются бомбарды. Во Франции артиллерия впервые упоминается под 1338 годом, в документе, касающемся приобретения серы для приготовления пороха и метаемых им железных стрел, а в 1341 году город Лилль имел уже своего «мастера громовых дел» (фр. maistre de tonnoire). Примерно 1339 годом датируется упоминание в городских архивах Лондона хранившихся в ратуше шести пушек и свинцовых ядер к ним. В Испании в 1342 году при обороне Альхесираса, осаждённого королём Кастилии и Леона Альфонсом XI, мавры применяли железные орудия, стрелявшие «с громом, шумом, большой скоростью и такой разрушительной силой, которая прежде не была известна», а в 1385 году в сражении португальцев с кастильцами при Алжубарроте артиллерия сыграла важную, хотя и не решающую роль.
В битве при Креси 1346 года, согласно отчётам «Личного Гардероба» короля Англии, использовались рибальды (англ. ribaldis), небольшие кувшинообразные пушки, отливавшиеся из металла и стрелявшие стрелами типа арбалетных болтов. Древнейшее датированное изображение подобной рибальды встречается на миниатюре рукописи трактата Уолтера де Милемете «О благородстве, мудрости и благоразумии королей» из библиотеки церкви Крайстчерч в Кембридже, датированной 1326-м или 1327 годом. Немецкий военный историк начала XX века Ханс Дельбрюк отказывал ему в достоверности, считая миниатюру «плодом воображения художника» и утверждая, что орудие подобной конструкции просто не смогло бы стрелять, хотя исследователи располагают не менее чем шестью, основанными, по крайней мере, на пяти источниках, свидетельствами, подтверждающими факт применения англичанами артиллерии при Креси. Точку в спорах о достоверности изображения в рукописи Милемете поставило исследование подлинного образца подобного орудия грушевидной формы из шведского Исторического музея.
К середине XIV столетия артиллерия в Европе становится достаточно известной. В конце 1346 года при осаде Кале англичанами применялось уже 22 пушки, изготовленных королевским кузнецом Уолтером и королевским плотником Реджинальдом из Сент-Олбанса, которые, вероятно, имели уже деревянные лафеты. Их обслуживали 12 артиллеристов во главе с королевским клерком Томасом из Роллстона.
Стволы первых орудий, стрелявших каменными ядрами, бомбард, подобно арабским модфам, ковались из железа, полосы которого сваривались в трубку и стягивались обручами. Однако изготовление таких стволов представляло немалые трудности. Поэтому железо чаще применялось для изготовления орудий небольшого калибра, перезаряжавшихся с помощью вкладных зарядных камор, имевших, как правило, неважную обтюрацию, в силу чего со временем от них отказались. Вероятно, именно такие малокалиберные бомбарды в количестве 500 упоминаются в документе из архива Перуджи, датированном 1364 годом. К концу XIV столетия появляются, однако, более крупные бомбарды, наподобие той, что хранится в музее Ротонда в Вулидже, найденной во рву замка Бодиам в Суссексе. Имея массу около 300 кг, калибр 15 дюймов (около 38 см) и длину дульной части порядка 34 дюймов (86,4 см), не считая зарядной каморы, она стреляла каменными ядрами весом в 160 фунтов (72,6 кг).
Французский философ Жан Буридан в «Вопросах к книгам „Метеорологии“ Аристотеля» сообщает: 

«Сила действия этого газа проявляется в сих устройствах, называемых пушками (canalibus), из которых посредством газа, порожденного щепоткой пороха, испускают большие стрелы либо свинцовые ядра с такой силой, что никакой доспех не может им противостоять»
Франческо Петрарка в 1350-х годах пишет:

«Эти инструменты, которые выбрасывают металлические ядра со страшным грохотом и вспышками огня, ещё несколько лет назад были очень редкими, на них взирали с величайшим изумлением и восхищением, но сейчас они стали обычными и знакомыми, как любые другие виды оружия. Человеческий ум быстр и изобретателен, когда речь идет об изучении самых страшных из искусств…»
Лишь к концу XIV столетия распространяется тяжёлая артиллерия, центром производства которой становятся промышленно и экономически развитые города Фландрии. Так, в 1375 году в Монсе изготовлена была пушка массой 9500 фунтов, а в 1379 году при осаде Ауденарде мятежные гентцы во главе с Филиппом ван Артевелде применяли огромные бомбарды в 50 футов (15 м) длиной, выстрел которых, по свидетельству хрониста Фруассара, был слышен на расстоянии 5 льё (28 км) днём и 10 льё (55,5 км) ночью, а «грохот был, как будто все дьяволы вырвались из ада».
В 1409 году бургундский герцог Жан Бесстрашный заказал в Осонне бомбарду массой 6900 фунтов, стрелявшую ядрами в 320 фунтов, а в 1410 году французская писательница Кристина Пизанская рекомендовала использовать для штурма крепости четыре большие пушки, стрелявшие ядрами весом от 400 до 500 фунтов. В 1394 году во Франкфурте нюрнбергским мастером отлита была бронзовая бомбарда, массой 8000 фунтов (3629 кг), длиной 7 футов (2,1 м), калибром 20 дюймов (51 см), стрелявшая 350-фунтовым (159 кг) ядром и применявшаяся в 1410 году битве при Грюнвальде.
Первая огнестрельная артиллерия была далеко несовершенна и уступала по дальнобойности метательным машинам, бросавшим каменные снаряды силой закрученных сухожилий (баллисты) или же с помощью резкого броска, подобно праще (фрондибола, требушет). Помимо этого, применявшийся первоначально дымный чёрный порох сгорал недостаточно быстро. Поэтому долгое время, в течение примерно трёх столетий, новое оружие в полевых боях применялось наравне с торсионными метательными машинами типа требушетов. Французский историк-медиевист Филипп Контамин указывает, что применение осадных метательных машин упоминается в документах ещё в 1460 году, а британский военный историк Оливер Ф. Г. Хогг отмечает использование рыцарями-госпитальерами требушета при осаде Родоса турками в 1480-м.
Только к концу XV века, в связи с распространением более доступного и качественного пороха, который начиная с 1429 года, по совету Конрада Каудера из Шондау, начали зернить, окончательно утвердилось господство огнестрельного оружия. В последнем сражении Столетней войны — битве при Кастийоне 17 июля 1453 года — французской армией командовал Жан Бюро, носивший титул Великого магистра артиллерии.
По свидетельству Оливье де Ламарша, герцог Бургундии Карл Смелый (ум. 1477), называвший осадную артиллерию «ключами от французских городов», располагал парком в 300 орудий, у короля Франции Карла VIII в 1489 году имелось около 150 орудий, сведённых в 5 артиллерийских дивизионов, а в «артиллерийских домах» императора Священной Римской империи Максимилиана I в Инсбруке в 1500 году хранилось 280 орудий.
Первое время артиллерией пользовались почти исключительно в позиционной войне, то есть при осадах крепостей, городов, укреплённых замков, где от орудий не требовалось особой подвижности. Подобные орудия доставлялись на позицию с большими трудностями. Некоторые пушки надо было тащить на семидесяти парах волов. Занятую позицию быстро менять было невозможно. При вылазках осаждённым часто доставалась в руки артиллерия осаждающих, которая иногда не успевала сделать ни одного выстрела. Производство выстрелов проходило чрезвычайно сложно и медленно. Например, при осаде итальянского города Пизы в 1370 году осаждающие имели одно тяжёлое орудие; для заряжания и выстрела из него требовались целые сутки. В связи с этим, ещё в 40-е годы XIV века стали применяться многоствольные орудия — рибадекины (фр. ribaudequin).
Неудовлетворительное качество изготовления артиллерийских стволов в те времена нередко приводило к взрывам и гибели обслуживающего персонала. Так, в русских летописях описывается случай, произошедший при осаде в 1428 году Порхова литовцами, когда привезённое последними на 40 лошадях тяжёлое орудие «Галка» взорвалось при первом же выстреле, «размета невидимо где» и немецкого мастера Николауса, и канониров.
В первой половине XV века появляются колёсные лафеты, а также примитивные устройства вертикального наведения, кремельеры (от фр. cremaillere — крюк), в виде деревянных, окованных железом коромысел, или изогнутых металлических пластин с отверстиями, между которыми передвигался ствол орудия. В первой половине XVI столетия итальянским математиком и инженером Никколо Тарталья изобретен был артиллерийский квадрант, использовавшийся для регулировки угла возвышения орудийного ствола.
Огромное значение подвижности артиллерии впервые проявилось на рубеже XV и XVI столетий. В 1494 году, во время войны за неаполитанское наследство, французскому королю Карлу VIII удалось перебросить в Италию с тридцатитысячным войском через горные проходы Альп и Аппенин до тысячи орудий. На каждую 1000 чел. его армии приходилось по 3,5 орудия главного парка, не считая 30 пушек более мелких калибров. По свидетельству современника — историка Паоло Джовио, артиллерия Карла VIII производила потрясающее впечатление на врагов своей боевой готовностью, а главное — подвижностью. Быстрота передвижения артиллерии даже по пересечённой местности была для того времени поразительной.
До середины XVI века основным материалом для изготовления артиллерийских орудий всех типов была бронза. Этот сплав меди с оловом легко поддавался отливке в любые формы. Несмотря на то, что медь поступала в основном из Венгрии, Тироля, Саксонии и Богемии, а олово — из Англии, Испании и Германии, литьё бронзовых орудий производилось повсеместно, поскольку им нередко занимались ремесленники, отливавшие также и колокола. Технология его была значительно улучшена в результате внедрения идей итальянского металлурга Ванноччо Берингуччо, изложенных в труде «Пиротехния» (1540).
Первые бронзовые орудия стреляли каменными сплошными шаровыми ядрами, скреплёнными для прочности железными обручами. Помимо этого употреблялись и свинцовые ядра, а с конца XV века — чугунные. Поскольку твёрдость чугуна намного выше плотности камня, введение чугунных ядер вместо каменных произвело переворот в конструкции орудий: стволы начали делать более узкими, но более длинными; орудия стали более дальнобойными. Чугунные ядра можно было делать меньше каменных, сохраняя в то же время их прежний вес. Это позволило уменьшить внутренний диаметр орудийного ствола и увеличить длину орудия.
К началу XVI столетия, когда рыцарская конница стала вытесняться наёмной пехотой, сначала швейцарской, а затем немецкой, артиллерия сделалась явлением настолько обыденным, что ни у кого не вызывала особого удивления. И если Мартин Лютер и Себастиан Мюнстер продолжали называть аркебузы и пушки «созданиями сатаны», их предприимчивый старший современник Якоб Фуггер резонно заметил, что, подобно воде или огню, они способны приносить как пользу, так и вред. Однако ещё в 1580 году Мишель Монтень писал об артиллерии как об оружии: «Если не считать грохота, поражающего уши, к которому теперь уже все привыкли, то я считаю его малодейственным и надеюсь, что мы в скором времени от него откажемся».
- Кувшинообразная рибальда. Реконструкция по изображению на миниатюре 1323 года из рукописи Уолтера де Милемете
- Бомбарда из замка Алькасар в Сеговии. Первая половина XV века
- Дарданелльская пушка — аналог «Базили́ки», отлитый в 1464 году и ныне хранящийся в форте Нельсон[англ.] в Гэмпшире
- Бомбарда «Монс Мэг» (Mons Meg) из Эдинбургского замка. Бургундия, 1449 год
- Пушка на лафете. Иллюстрация Бартоломеуса Фрейслебена из «Арсенальной книги» императора Максимилиана I, 1502 год

### XVI—XIX века
Выделка и употребление орудий в прежние времена составляли специальность особого цеха, состоявшего из оружейных мастеров (констеблей) и их помощников. Народные правители и города временно нанимали их к себе на службу и снабжали обширными привилегиями. Таким образом, артиллеристы вовсе не были солдатами, и полководец имел на них лишь весьма ограниченное влияние. Орудийный цех окружал себя покровом таинственности, которому как нельзя лучше содействовало царившее тогда суеверие, и работал лишь в сообществе своих цеховых помощников. Такое положение дел являлось очень важной помехой в употреблении новых боевых средств.
Вследствие этого наиболее прозорливые государи старались высвободить артиллерию из рук профессиональных цехов и забрать этот новый род оружия в собственные руки. На Востоке в этом отношении проявили себя первыми османский султан Селим I Явуз (1512—1520), с помощью аркебуз и пушек разгромивший в 1514 году в Чалдыранском сражении войско персидского шаха Исмаила I, и среднеазиатский полководец Бабур, с помощью артиллерии разбивший в 1526 году армию Делийского султаната при Панипате и положивший этим начало Империи Великих Моголов.
В Европе первою попыткою в этом направлении было введение в 1485 году английским королём Генрихом VII Тюдором официальной должности главного канонира, или «мастера пушкарей», ознаменовавшее собой создание королевской артиллерии как самостоятельного учреждения, а также создание артиллерийских училищ венецианцами (1506) и Карлом V (1513 год, в Бургосе); но гораздо более решительный шаг сделан был шведским королём Густавом Адольфом, среди прочего, сконструировавшим лёгкие полевые пушки из обшитых кожей железных труб, стрелявшие картечью. Он также разделил свой артиллерийский парк на три разряда: тяжёлые орудия, сводившиеся в отдельные батареи, 12 и 6-фунтовые полевые пушки и лёгкие 4-фунтовые. Последние, перевозившиеся парой лошадей, он распределил по пехотным частям, прислугою для них служили мушкетёры; эти пушки облегчены были настолько, что могли следовать за движениями войск. Шведские полковые орудия, скоро принятые и в других армиях, явились до известной степени основанием артиллерии как рода оружия, освобождённого от цеховых оков, и началом способной к маневрированию полевой артиллерией.
Качество самих орудий к концу XVI столетия значительно улучшилось, что отразилось на дальности стрельбы. Так, мортирами можно было уже стрелять на расстояние в 500 м, пушками малого калибра — до 600 м, орудия же крупного калибра били на 1000 м. Ещё в конце XV века оружейник из Вены Каспер Цоллер изобрёл нарезку стволов, усовершенствованную около 1520 года нюрнбергским мастером Августом Коттером, но не получившую широкого распространения до конца XVIII столетия. В 1540 году мастер Георг Гартман из Нюрнберга, основываясь на формулах итальянского математика Никколо Тартальи, рассчитал массу каменных, свинцовых и чугунных ядер в зависимости от их диаметра, нанеся эти размеры на четырёхгранную бронзовую линейку, получившую название артиллерийской шкалы Гартмана.
Учреждение постоянных армий существенно содействовало приданию артиллерии чисто военного характера. Во 2-й половине XVII века являются уже артиллерийские полки, начало которым положено во Франции, где Людовик XIV ещё в 1671 году учредил «Королевско-артиллерийский полк». Дальнейшие успехи сделаны были в XVIII столетии. Из путаницы, царившей в материальной части, выработались артиллерийские системы, согласно которым численность разнородных конструкций и калибров была рациональным образом сокращена; одновременно с этим происходило выделение тяжёлых орудий из состава полевой артиллерии. В личном составе тоже произошёл некоторый переворот: менее пригодные элементы отделены были в гарнизонную артиллерию, предназначенную для защиты укреплённых пунктов.
Важными шагами вперёд являются учреждение конной артиллерии, зарождение которой относится к 1759 году и исходит от инициативы Фридриха Великого, а также утверждение в 1776 году во Франции прогрессивной системы Грибоваля, который ввёл в полевой артиллерии 12- и 8-фунтовые пушки и 6-дюймовые короткоствольные гаубицы, в полковой — 4-фунтовые пушки, в осадной — 8-, 10- и 12-дюймовые мортиры, а также новую железную картечь вместо свинцовой. Усовершенствовав орудийные лафеты и системы наведения, Грибоваль разработал новый подъёмный механизм, орудийный передок и четырёхколёсный зарядный ящик, а также ввёл шестёрочные для 12-ти, четвёрочные — для 8-ми и парные для четырёхфунтовых орудий конные упряжки. Существенно увеличив этим меткость и действенность стрельбы, а также подвижность пушек и простоту обращения с ними.
Признанная в Европе образцовой, система Грибоваля была принята Наполеоновской армией, который пытался реформировать её, введя в 1803 году «систему XI года». Наполеоном I было вообще немало сделано для развития полевой артиллерии, которую он соединял в батареи, достигая этим большего единства в управлении ею и сообщая ей характер действительно самостоятельного рода оружия. Лёгкие полковые орудия Наполеон сначала отменил, потом снова ввёл, но затем совсем отказался от них, потеряв почти все свои полковые пушки в России в 1812 году.
Во время продолжительного мирного периода, последовавшего за Наполеоновскими войнами, сделаны были значительные успехи как в организации, так и в материальной части артиллерии. Особенно работали над увеличением подвижности полевой артиллерии, для чего самый материал был облегчён и конструкции его приданы более рациональные основы; в пешей артиллерии придуманы приспособления для перевозки людей; упряжка доведена до возможных упрощений и прочности.
В системе осадной и крепостной артиллерии произведены обширные усовершенствования и существенное упрощение. На более резкое разделение в личном составе, однако, не могли ещё решиться; артиллеристов обучали всем отраслям их многосложного дела, и техническая артиллерия оставалась в тесной связи со строевою. Только с 1852 года началось отделение полевых батарей от связи с крепостными ротами; но это касалось лишь нижних чинов; офицеров же продолжали употреблять по всем отраслям артиллерийского дела. Во Франции в 1854 году конная, ездящая и крепостная артиллерия были разделены на отдельные полки (в 1867 году это опять отменено), между тем как в Пруссии только с 1864 года приступлено к формированию полевых и крепостных артиллерийских полков.
Немаловажное значение имело и введение в 1779 году на море железных карронад, имевших меньшую дальность стрельбы, чем у обычных орудий, но обладавших меньшей массой и стрелявших более тяжёлыми снарядами. В 1811 году американский полковник Джордж Бомфорд изобрёл гладкоствольную железную дульнозарядную пушку нового типа, колумбиаду, имевшую удлинённую зарядную камору и стрелявшую на расстояние около 5000 ярдов (4572 м). Усовершенствованная в начале Гражданской войны (1861—1865) капитаном Томасом Джексоном Родманом, она оставалась на вооружении американской армии до начала XX века.
С усовершенствованием вооружения возвысилась и требовательность относительно руководства личным составом, а вместе с тем принцип разделения труда стал и в этой области приобретать всё большее применение. В германской артиллерии в 1872 году решено совершенно отделить полевую артиллерию от крепостной. Стремление к усовершенствованию материальной части и к увеличению действительности стрельбы находит лучшую для себя пищу в высокоразвитой технике новейшего времени, и до окончательных заключений ещё не дошло.
- Бронзовая кулеврина XVII века. Музей замка Голлуб в Голлюб-Добжине (Польша)
- Пушка на санях, 1758 г. Музей Вооружённых Сил Норвегии в Осло
- Бронзовая пушка индийской работы, использованная Британской Ост-Индской компанией при подавлении восстания сипаев (1857—1859)
- 12-фунтовая пушка Грибоваля — любимое орудие Наполеона
- 6-фунтовая французская полевая пушка системы XI года (1803)
- 15-дюймовые орудия системы Дальгрена на хранении в порту Чарлстона
- 10-дюймовая (254-мм) колумбиада конфедератов в форте Донельсон[англ.]
- 48-фунтовое орудие времён Парагвайской войны в битве при Курупайти (1866). Картина Кандидо Лопеса

## Развитие артиллерии в России
В России появление огнестрельных орудий восходит к концу XIV столетия. Согласно летописям, кованые пушки — «тюфяки» (от перс. тупанг) — были впервые использованы 1382 году в княжение Дмитрия Донского, при осаде Москвы войском татарского хана Тохтамыша. В 1389 году на Русь привезены были из-за границы, по-видимому, первые кованые орудия — «арматы и стрельба огненная».
Из летописей видно, что артиллерия играла практическую роль в междоусобных войнах между Новгородом, Тверью и Москвой. С начала XV века имеются уже фактические свидетельства изготовления артиллерийских орудий на территории России, например, в Туле и Устюжне-Железопольской (совр. Вологодская обл.) уже в XV столетии ковались железные орудия. В 1852 году со дна Балтийского моря у берегов Дании была поднята казнозарядная каморная 70-мм пищаль начала XV века и в том же году поднесена королём Фредериком VII в дар императору Николаю I. Во время празднования в 1888 году 500-летия русской артиллерии эта находка была представлена как первая русская пушка. Другой древнейший образец казнозарядной 43-мм пищали XV века, применяемой новгородцами и псковичами на реке Нарве, был найден на дне реки в 1911 году.
В Москве не позже 1488 года появилась литейная, называвшаяся «пушечною избой», устроенная приехавшим в Москву знаменитым зодчим и литейщиком Аристотелем Фиораванти, в которой работали первые пушкари и литейщики.
Австрийский дипломат Сигизмунд Герберштейн, побывавший в Москве в 1517 и 1526 годах, при великом князе Василии III Ивановиче, в своих «Записки о московских делах» свидетельствует уже о довольно широком развитии артиллерии у русских:

Теперь у государя есть пушечные литейщики, немцы и итальянцы, которые, кроме пищалей (pixides) и пушек, льют также железные ядра, какими пользуются и наши государи, но московиты не умеют и не могут пользоваться этими ядрами в бою, так как у них все основано на быстроте.

Я не говорю уже о том, что московиты, по-видимому, не делают различия между разными пушками, или, говоря вернее, между их назначением. Они не знают, когда надо пускать в дело большие орудия, которыми разрушаются стены, или меньшие, которые разрушают вражеский строй и останавливают его натиск.

Это случалось часто и в другое время, а особенно тогда, когда, по слухам, татары вот-вот собирались осадить Москву. Тогда наместник приказал под смех немецкого пушкаря спешно поставить под воротами крепости очень большую пушку, хотя её едва ли можно было бы подкатить туда и в трёхдневный срок и к тому же она первым же выстрелом разрушила бы и свод, и (стены) ворот. Это была старая штуковина вроде мортиры (Moerser), много лет простоявшая без дела. В неё влезал целый небольшой мешок пороху, а в жерле мог выпрямившись сидеть человек, так она была велика и даже ещё больше.
В Московском государстве XVI—XVII вв. для длинноствольных орудий утвердилось название «пищаль», которое является буквальным переводом западноевропейского слова «кулеврина». Ручные кулеврины назывались также пищалями. Древнейшая сохранившаяся московская литая пищаль, отлитая мастером Яковом (Якобом), относится к 1491 году. 1542 годом датируется старейшая сохранившаяся московская «гауфница» (гаубица), отлитая мастером Игнатием. Солдаты, вооружённые огнестрельным оружием назывались пищальниками. При стрелецком войске образуется специальный Пушкарский приказ.
В XVI веке на смену итальянским и немецким мастерам приходят московские литейщики, из которых одним из самых известных стал Андрей Чохов, отливший лично не менее 27 известных орудий. В частности, в 1586 году он отлил в Москве известную бомбарду (картечницу) с конным изображением царя Феодора Иоанновича, позже названную «Царь-пушкой». В Оружейной палате Московского Кремля и Военно-историческом музее артиллерии (Санкт-Петербург) сохранилось несколько известных исторических орудий, отлитых московскими мастерами-литейщиками: пищаль «Инброг» (1577) мастера Андрея Чохова, пищаль «Онагр» (1581) мастера Кузьмина, пищаль «Троил» (1685) мастера Якова Дубины, пищаль «Перс» (1686) и пушка «Орёл» (1692) мастера Мартьяна Осипова и многие другие.
Появляется и развивается многоствольное огнестрельное оружие — ожига и орга́н. Во второй половине XVI века появляется 7-ствольная скорострельная батарея «Сорока», концом XVII-го века датируется 105-ствольная скорострельная батарея, представленная в артиллерийском музее Санкт-Петербурга. В середине XVII века в 100 городах и 4 монастырях, находившихся в ведении Пушкарского приказа, числилось 2637 орудий.
Английский дипломат Джайлс Флетчер, побывавший в России в 1588 году, в своём сочинении «О государстве Русском» (1591), сообщает:

Полагают, что ни один из христианских государей не имеет такого хорошего запаса военных снарядов, как русский царь, чему отчасти может служить подтверждением Оружейная Палата в Москве, где стоят в огромном количестве всякого рода пушки, все литые из меди и весьма красивые.
Артиллерия называлась «огнестрельным нарядом» или «большим нарядом». Начальником его во время похода был пушкарский голова — одно из важнейших лиц на войне. Артиллеристы назывались пушкарями и стрелками, смотря по величине орудий, при которых они находились. К каждому орудию назначалось не более двух пушкарей, которым придавались податные люди для прислуги. Тут так же, как и в Западной Европе пушкари составляли особый цех и получали большое содержание. Хозяйственными делами заведовал пушкарский приказ. В XVI веке появилось в Русском государстве и первое сочинение по артиллерийскому делу — «Устав ратных пушечных и других дел», автором которого стал Анисим Михайлов Радишевский. В 1595 году официально открыт был первый государственный артиллерийский завод в Туле, а в 1807 году — второй, в Ижевске.
Начало регулярной артиллерии относится уже к 1695 году, когда при Преображенском полку была учреждена бомбардирская рота из 6 мортир и 4 пушек. Командиром (капитаном) этой роты с 1695 по 1706 год был сам царь Пётр I. Учреждаются воинские звания канонир и бомбардир.
В 1699 году Пётр I учредил должность генерал-фельдцейхмейстера, назначив на неё имеретинского царевича Александра Арчиловича. Введены были двухколёсные зарядные ящики с готовыми снарядами и упорядочены калибры артиллерийских орудий, из числа которых в армии оставлены были только 3-, 4-, 6-, 8-, 12- и 24-фунтовые пушки, а также полуторапудовые и пудовые гаубицы, стволы которых были существенно удлинены.
В петровские времена впервые организовано массовое промышленное производство артиллерийских орудий на Олонецких заводах и на уральских заводах Никиты Демидова. С 1702 по 1706 год на демидовских заводах было изготовлено 114 чугунных артиллерийских орудий, с 1702 по 1718 год — 908,7 тысяч штук чугунных артиллерийских ядер.
Большой вклад в развитие артиллерии внёс ученый и изобретатель Андрей Нартов. Работая в Артиллерийском ведомстве, он создал новые станки, оригинальные запалы, предложил новые способы отливки пушек, заделки раковин в канале орудия и др. Им был изобретён оригинальный оптический прицел — «…инструмент математический с перспективною зрительною трубкою, с протчими к тому принадлежностями и ватерпасом для скорого навождения из батареи или с грунта земли по показанному месту в цель горизонтально и по олевации»[5]. Среди его изобретений — один из первых в мире подъемных винтов с градусной шкалой, позволивший артиллерийским орудиям наводить прицел. Подъемный винт был применен впервые в другом удивительном изобретении Андрея Константиновича — скорострельной батарее, состоящей из 44 трехфунтовых мортир, укреплённых на горизонтальном круге. Мортиры, стреляющие трехфунтовыми снарядами, были разделены на восемь секций по пять и шесть орудий в каждой и соединены общей пороховой полкой. Пока из одних велся огонь, другие заряжали. Кроме того, Нартов первым изобрел и оптический прицел, положивший начало истории военной оптики. Значение изобретений Нартова было столь велико, что 2 мая 1746 года был издан указ о его награждении за артиллерийские изобретения пятью тысячами рублей. Уровень, на который мастер вывел российскую артиллерию, стал очевиден во время Семилетней войны, начавшейся в год его смерти.
Позднейшая история российской артиллерии демонстрирует целый ряд преобразований, частью заимствованных у Западной Европы, необходимых для соответствия современным, на тот момент времени, военным требованиям. В 1756—1758 годах капитаном Семёном Челокаевым (Чолокаевым) был создан ряд экспериментальных 60-ти, 52-х и 25-ствольных скорострельных батарей. В 1759 году, во время Семилетней войны, графом П. И. Шуваловым был налажен выпуск «секретной гаубицы» для стрельбы картечью, проект которой предложен был ещё в 1753 году, однако не получил развития из-за недостаточной эффективности подобных артиллерийских систем.
К началу Наполеоновских войн российская полевая и крепостная артиллерия ни в чём не уступала западноевропейской, а кое-где даже её превосходила. Однако Крымская война 1853—1856 годов в полной мере выявила техническое отставание российской артиллерии.
Так, при обороне Севастополя в 1854—1855 годах войска англо-французской коалиции имели на вооружении 134 полевых и 114 осадных орудий, а также дальнобойные нарезные ружья, стрелявшие на расстояние до 800 метров. Российская береговая артиллерия имела 145 гладкоствольных орудий, в основном корабельных, разбросанных на протяжении 7 верст, которые могли вести огонь картечью на расстояние не свыше 600 метров. Таким образом, артиллерия оказывалась в крайне невыгодном положении, но тем не менее выполнила свою задачу, нанеся противнику существенный урон.

## Появление нарезных орудий
Ещё в 1846 году капитан пьемонтской артиллерии Джованни Кавалли предложил проекты 6,5- и 8,3-дюймовых казнозарядных гаубиц с двумя внутренними вырезами в стволах, стрелявших яйцевидными чугунными снарядами, на корпусе которых имелись продольные выступы соответствующей формы. Принятые на вооружение и эпизодически применённые пьемонтской артиллерией, орудия Кавалли, однако, оказались весьма ненадежными и сложными в производстве, а потому не получили широкого распространения.
Впервые нарезную артиллерию применили французы во время австро-итало-французской войны 1859 года и она продемонстрировала явные преимущества перед гладкостенной австрийской. У нарезных орудий дальность стрельбы была почти втрое больше, а показатели меткости стрельбы нарезных орудий на дальности около километра были в пять раз лучше, чем у гладкостенных.
В 1854 году британский инженер У. Дж Армстронг создал 40-фунтовое казнозарядное нарезное орудие (пушка Армстронга), ствол которого изготовлялся из кованого железа методом усадки последовательных слоёв и колец одно на другое. Принятое на вооружение в 1859 году, оно оставалось в британской армии до 1864 года. В 1858 году британский инженер Джозеф Уитворт предложил перенести в артиллерию ранее известную в стрелковом оружии идею полигональных нарезов. В 1868 году 230-мм пушка Уитворта показала рекордную для того времени дальность стрельбы 10 300 м. Но эти пушки имели ряд неустранимых недостатков — сложность изготовления снаряда, трудность заряжания, заклинивание снарядов в канале при стрельбе. Все это заставило британцев отказаться от полигональных орудий.
Одной из серьёзных проблем стало преодоление недостаточной прочности артиллерийских стволов, усугубившаяся с введением их нарезки. Ещё в 1832 году французский военный инженер А. Тьерри предложил использовать для этого усиливающие обручи, трубы и проволочную намотку, однако лишь в 1860 году британский офицер капитан Александр Теофил Блейкли сумел использовать наработки ирландского инженера и изобретателя Роберта Маллета, внедрив в производство пушек методы усиления их стволов с помощью концентрических внешних труб и основав с этой целью завод в Гринвиче. Орудия Блейкли успешно использовали войска Конфедерации во время Гражданской войны в Америке.
В 1867 году немецкий изобретатель Карл Вильгельм Сименс изобрёл гидравлический амортизатор, существенно компенсирующий отдачу ствола орудия при выстреле, около 1890 года сменившийся пружинным.
В России нарезные казнозарядные орудия распространились в результате военных реформ Дмитрия Милютина 1862—1874 годов. Нарезные орудия изготовлялись сначала из бронзы или чугуна. Стальные нарезные орудия появились в России в 1875 году. Тем не менее русско-турецкая война 1877—1878 годов показала, что количество современных орудий в русской армии недостаточно.
Во второй половине XIX века нормой считалось 4 полевых орудия на тысячу человек пехоты и кавалерии.
Российский инженер В. С. Барановский в период с 1872 по 1877 год разработал целый ряд казнозарядных нарезных орудий с поршневыми затворами и унитарными боеприпасами, что существенно ускорило процесс стрельбы. К 1885 году подобные орудия разработали и инженеры других стран, в первую очередь — Германии и Франции.
В разных странах велись интенсивные работы по созданию бездымного пороха. В России бездымный порох начали применять в артиллерии в 1894 году. В разрывных зарядах артиллерийских снарядов дымный порох заменили сильнодействующие бризантные взрывчатые вещества. В 1885 году в Германии специалисты «пушечного короля» Альфреда Круппа создали новый тип разрывного боеприпаса, начинённого «шпренгкорпером», французы в 1887 году — «мелинитом», британцы в 1888 году — тем же веществом с названием «лиддит», японцы с 1890-х годов — «шимозой». С 1902 года в германской и американской армиях начали использовать боеприпасы, снаряжённые тротилом.
В дальнейшем развитие российской артиллерии стимулировалось гонкой военно-морских вооружений. Несмотря на очевидные успехи, российская промышленность к концу XIX века так и не сумела наладить массовое производство корабельных орудий, необходимых для вооружения военного флота, который по числу кораблей, особенно броненосных, к началу русско-японской войны был третьим в мире после британского и французского.
В 1891 году во Франции закуплены были чертежи для производства на российских предприятиях и 152-мм и 75-мм пушек системы Канэ. Первыми оснащались крупные военные корабли и крепости, а корабельные 75-мм пушки Канэ стали первыми в России патронными орудиями среднего калибра.
К 1916 году на Балтийском флоте было всего 170, на Черноморском — 130 152-мм пушек Канэ. Однако даже в 1915 году во время героической обороны русской крепости Осовец от германских войск в ней не было подобной артиллерии, и только к концу обороны туда смогли доставить всего две 152-мм пушки Канэ, существенно переломившие ход осады.
Большое влияние на развитие полевой артиллерии оказало принятие на вооружение во Франции в 1897 году 75-мм полевой пушки системы Депора, имевшей скорострельность до 20—25 выстрелов в минуту. В ней были применены противооткатные устройства с гидропневматическим тормозом отката, быстродействующий эксцентрический затвор, прицельные приспособления с независимой линией прицеливания.
В 1900 году в России была разработана 76,2-мм полевая пушка, ещё не имевшая щита, но оснащённая противооткатным устройством и поршневым затвором французского типа.
С учётом опыта её производства и эксплуатации, в 1902 году на Путиловском заводе в Санкт-Петербурге конструкторами Л. А. Бишляком, К. М. Соколовским и К. И. Липницким была разработана 76,2-мм дивизионная пушка, известная также как «трёхдюймовка». Ставшая основой русской полевой артиллерии вплоть до революции, она положительно зарекомендовала себя у русских артиллеристов.

## Артиллерия в XX веке
Во время Первой мировой войны большая часть потерь войск всех стран была вызвана именно огнём артиллерии. Если в русско-японскую войну на огонь артиллерии приходилось не более 15 % потерь в живой силе, то в Первую мировую — до 75 %. При этом только тяжёлая артиллерия могла разрушить земляные и бетонные укрепления противника, что было необходимо для прорыва его обороны. Во время Первой мировой войны стали широко применяться бомбомёты и миномёты, появилась зенитная артиллерия.
Опыт Первой мировой войны показал, что необходима артиллерия непосредственной поддержки пехоты, которая могла бы легко передвигаться вместе с ней. Поэтому после Первой мировой войны появились орудия сопровождения пехоты с небольшой массой, дозволяющей перекат орудия на поле только силами своего расчёта.
В СССР в межвоенный период наблюдался стремительный количественный рост артиллерии — от 10 069 артсистем в 1925 году до 110 444 артсистем в июне 1941 года. Однако современных систем в 1941 году из этого числа было не более 33 %.
Вторая мировая война внесла в систему артиллерийского вооружения многие изменения — резко возросла роль миномётов, широко применялась специализированная противотанковая артиллерия и самоходная артиллерия, появились реактивная артиллерия и безоткатные орудия. Роль артиллерии в годы этой войны существенно выросла во всех основных армиях воюющих держав, артиллерией насыщались пехотные, танковые и иные части, совершенствовалась организационная система артиллерийских частей.
- 120-мм полевая гаубица Круппа образца 1897 года
- 76-мм русская полевая пушка образца 1902 года. Музей Форт-Помпель (Реймс)
- Австро-венгерская 305-мм мортира «Шкода» на службе в вермахте
- Британская 60-фунтовая (127-мм) пушка при полном откате ствола. Бой на мысе Хеллес (Дарданелльская операция), июнь 1915 г.
- Российское противоаэропланное орудие, 1916 год (76-мм дивизионная пушка образца 1902 года)
- Советская 152-мм пушка образца 1910/30 годов
- Советская 45-мм противотанковая пушка образца 1937 года (53-К)
- Немецкая 105-мм лёгкая полевая гаубица leFH 18 образца 1942 года
- 76,2-мм дивизионная пушка ЗиС-3 — выдающийся представитель советской артиллерии Великой Отечественной войны
- Советская 180-мм пушка С-23 конструкции В. С. Грабина

После Второй мировой войны продолжалось развитие самоходной артиллерии. В 1960—1970-е годы на вооружение поступило новое её поколение, образцы которого после ряда модернизаций остаются на вооружении и в настоящее время (советские 122-мм самоходная гаубица 2С1 «Гвоздика» и 152-мм 2С3 «Акация», 152-мм пушка 2С5 «Гиацинт», 203-мм пушка особой мощности 2C7 «Пион», американская 155-мм гаубица М109, французская 155-мм гаубица AuF.1).
Однако лёгкие буксируемые гаубицы по-прежнему востребованы силами быстрого реагирования, воздушно-десантными, горнопехотными войсками. Их примерами являются американская 105-мм M119, британская 105-мм L118 Light Gun, советская 122-мм гаубица Д-30.
В СССР в 1980-е годы было принято решение перейти на единый калибр 152 миллиметра во всех звеньях артиллерии (дивизионном, армейском), с унификацией боеприпасов. В 1989 году на вооружение была принята 152-мм гаубица «Мста», которая является самоходной, но имеет и буксируемый аналог.
В настоящее время в артиллерии применяются управляемые и корректируемые снаряды, что позволяет снизить расход боеприпасов в 40—50 раз, а время поражения целей — в 3—5 раз. Имеется два основных типа таких снарядов — снаряды с полуактивным наведением по отражённому лазерному лучу и снаряды с автоматическим наведением (самоприцеливанием).
Наведение по отражённому лазерному лучу используется в американском 155-мм снаряде «Копперхед», российских 152-мм снаряде «Краснополь», 122-мм снаряде «Китолов-2М» и 120-мм снаряде «Китолов-2». При этом вблизи цели должен находиться наблюдатель-наводчик с лазерным устройством подсветки.
Примером самоприцеливающегося снаряда может служить кассетный боеприпас типа SADARM с самоприцеливающимися элементами, поражающими цель сверху, которые снабжены инфракрасными и радиолокационными датчиками. Аналогом его является российский самоприцеливающийся снаряд «Мотив-3М». Однако самоприцеливающиеся боеприпасы рассчитаны на поражение только танков и других боевых машин, при этом способность «отсекать» ложные цели пока недостаточна.
В США был разработан управляемый снаряд 155-мм ХМ982 «Экскалибур», который оснащен инерциальной системой наведения на среднем участке траектории и системой коррекции с помощью спутниковой навигационной сети NAVSTAR на конечном участке.
Одним из главных основных направлений развития артиллерии в настоящее время является внедрение эффективных компьютеризированных систем управления, обеспечивающих разведку целей, обработку данных и передачу сведений в центры управления огнём, непрерывный сбор данных о положении и состоянии огневых средств, постановку задач, вызов, корректировку и прекращение огня, оценку результатов. Применение такой системы может повысить эффективность огня артиллерии в 2—5 раз. В России создан самоходный разведывательный комплекс «Зоопарк-1», который служит для определения координат огневых позиций артиллерии противника и позволяет обнаруживать одновременно до 12 стреляющих систем на расстоянии до 40 километров. Он, как и комплекс «Кредо-1Е», совместим со средствами боевого управления ствольной и реактивной артиллерии «Машина-М2» и «Капустник-БМ».

## Типы артиллерии и организация
И. Д. Беляев показал в своём труде на примере документов Пушкарского приказа, как в XVII веке собиралась в поход артиллерия русского войска и из каких орудий она состояла (по документам Смоленского похода 1632—1634 годов). Акты показывают, что ко времени царствования Михаила Федоровича уже существовало деление «огнестрельного наряда» на «крепостной», «осадный» и «полковой».

### Полевая артиллерия
В 1701 году Пушкарский приказ был переименован в Приказ Артиллерии. 8 февраля 1712 года Пётр I указал иметь при лейб-гвардии Преображенском полку бомбардирскую роту, при каждом фузилерном и драгунском полку по две пушки и, кроме того, содержать особый артиллерийский полк. Артиллерия делилась на полковую, полевую, осадную и крепостную. Орудия разделялись на пушки (стреляли ядрами и картечью), гаубицы (гранатами, картечью) и мортиры (бомбами), практическая дальность стрельбы не превышала 1000 метров.
В 1796 году при Павле I полевая артиллерия была переформирована в 14 батальонов (3 осадных, 10 полевых и 1 конный) по 5 рот в каждом. Вместе эти батальоны имели 660 полевых и 150 осадных орудий.
В 1803 году при императоре Александре I полевую артиллерию составляли 87 рот (38 батарейных, 38 лёгких и 11 конных рот). К началу 1825 года артиллерия состояла из 143 пеших и 30 конных артиллерийских рот. В 1833 году все роты повелено именовать батареями.
В XIX веке полевая артиллерия Российской империи имела следующее распределение:
- лёгкая артиллерия — С 1697 года в Преображенском полку имелось подразделение «бомбардиров», на вооружении которого состояли шесть 6-фунтовых мортир и четыре 3-фунтовых полковых пушки. Канонирская команда Семёновского полка располагала шестью 3-фунтовыми пушками. Во время Нарвского похода во всех пехотных полках имелась полковая артиллерия — по две 3-фунтовых пушки. В 1811—1830 годах образуются гренадерская арт. дивизия и ещё 7 пехотных артиллерийских дивизий. В 1856 году при императоре Александре II пешую артиллерию составляли 27 бригад (2 гвардейские, 4 гренадерских и 21 полевая). В 1904 году создаются 9 Восточно-Сибирских стрелковых артиллерийских бригад на Дальнем Востоке.
- конная артиллерия — в 1794 году учреждены первые 5 конных артиллерийских рот, в 1829 году при императоре Николае I конно-артиллерийские роты были сведены в 16 конно-артиллерийских бригад. К концу XIX века в России числилось 51 конная батарея, включая 6 гвардейских, с 292 орудиями, в военное время их численность могла быть доведена до 69, с 414 орудиями[105].
- горная артиллерия и конно-горная артиллерия — в 1877 году учреждено три горных батареи.
- мортирные дивизионы — в 1888—1890 годах при императоре Александре III сформированы 3 мортирных артиллерийских полка по 4 батареи в каждом. В 1905—1911 годах создано 34 дивизиона.
- тяжёлая артиллерия — в 1797 году было сформировано три осадных артиллерийских батальона
- гарнизонные части — в 1765 году утверждена генеральная ведомость «О Гарнизонном Артиллерийском положении», содержащая штаты артиллерийских чинов всех крепостей. В 1832 году существовало 16 гарнизонных артиллерийских бригад в 12 округах Российской империи.

На 1914 год в полевой артиллерии состояло:
- лёгкая артиллерия — 70 бригад (3 гвардейских) и 17 дивизионов (1 гвардейский) — всего 442 батарей
- конная артиллерия — 21 дивизион (2 гвардейских и 7 казачьих), 5 отдельных батарей (1 гвардейская и 4 казачьи) — всего в 48 батарей
- горная артиллерия — 42 батареи, в конно-горной — 3 дивизиона и 1 батарея (7 батарей)
- мортирные дивизионы — 36 дивизионов (1 гвардейский) и 1 батарея — всего 77 батарей
- полевая тяжёлая — 8 дивизионов — всего 24 батареи.

На вооружении состояли лёгкие пушки, горные пушки, конные пушки, батарейные пушки и полевые мортиры.
Полевая артиллерия назначается главным образом для сражений в открытом поле, подобно пехоте, она формируется в твёрдо сплочённые боевые части. Основным звеном таких частей, так называемой тактической единицей, является батарея. Каждая батарея состоит из нескольких орудий, в состав батареи, кроме этого, входят зарядные ящики, провиантские фуры, и т. д.
Относительно системы орудий для полевой артиллерии в течение долгого времени преобладало мнение, что нарезная, заряжающаяся с казны пушка вследствие большей сложности своей конструкции уступает пушке, заряжаемой с дула. К орудию, заряжаемому с казны, сначала, главным образом, обратилось только прусская и английская артиллерия, между тем как во Франции и Австрии высказывались решительно в пользу орудий, заряжаемых с дула. В последние 130 лет от этой последней системы отрешились повсюду, за почти единственным исключением некоторых миномётов.

### Войсковая артиллерия
С 1961 года артиллерия входит в объединённый род войск — Ракетные войска и артиллерия сухопутных войск, кроме этого, существует артиллерия ВВС, включающая стрелково-пушечное вооружение и авиационные пушки, а также морская артиллерия ВМФ.
Артиллерия сухопутных войск состоит из батарей, дивизионов, полков или бригад и артиллерийских дивизий, которые входят в состав воинских частей:
- Батальонная артиллерия
- Полковая артиллерия
- Дивизионная артиллерия
- Корпусная артиллерия
- Армейская артиллерия
- Артиллерия резерва главного командования (АРГК)

#### Позиционная артиллерия
Тяжёлая (позиционная) артиллерия употребляется там, где бой представляет менее изменчивый характер вследствие того, что цели стоят неподвижно, или позиции занимаются на более продолжительное время. Это бывает при атаке и защите крепостей, а также при обороне берегов. По самой сущности дела вес орудий в тяжёлой артиллерии ограничен менее узкими рамками, нежели в полевой; с другой стороны, действиям первой из них часто бывают поставлены такие обширные требования, удовлетворить коим могут лишь орудия большого калибра и веса. Береговая артиллерия, хотя, собственно, составляет лишь отрасль крепостной, но вследствие своей специальной задачи (борьбы с военными судами) должна иметь и особое управление, обусловливаемое особенностями как приёмов стрельбы, так и представляющихся целей действия.
Словосочетание Позиционная артиллерия, к 1911 году, повсюду было заменено понятием тяжёлой артиллерии, которая подразделялась на полевую тяжёлую и тяжёлую (осадную) артиллерию.

##### Осадная артиллерия
В Петровский период России, Осадный парк состоял из трёх отделений, дислоцировавшихся в Санкт-Петербурге, Брянске (Орловская губерния) и Осереде (иначе Павловск, Воронежская губерния). Отделения имели боевые задачи:
- Первое назначалось для защиты от шведов;
- Второе — для сплава орудий по Десне в Днепр;
- Третье — для защиты от Османской империи, и сплава артиллерии по Дону и Азову. Весь парк состоял из 462 орудий, и на каждое полагалось по 500 снарядов и зарядов.

Орудия осадной артиллерии предназначались для штурма крепостей. Артиллерия имела в своём составе различные типы орудий крупного и среднего калибров.
- контрбатарейная борьба
- разрушение укреплений и ходов сообщения
- уничтожение инфраструктуры и живой силы противника
- отражение атак противника
- создание бреши в обороне противника в местах, предназначенных для штурма.

- ОШС 1074-го ап 108-й мсд, июль 1986 г.
- ОШС 2-го садн 1074-го ап 108-й мсд, лето 1986 года (неофициальная)

### Крепостная артиллерия
До конца 50-х годов XIX века в крепостях России существовала гарнизонная артиллерия (артиллерийские гарнизоны). 23 июня 1859 года она преобразована в крепостную артиллерию. Было введено «Положение о преобразовании гарнизонной артиллерии», по которому гарнизонная артиллерия в крепостях была разделена на крепостную, к которой относилась орудийная прислуга, и гарнизонную, предназначенную для несения караулов и содержания артиллерийского имущества в гарнизонах, арсеналах и на заводах. Артиллерийские округа были переименованы в Округа крепостной артиллерии. В каждом округе в крепостях и укреплениях, на базе артиллерийских гарнизонов, создавались крепостные артиллерии, которые включали: штаб (позднее — управление) во главе с командиром крепостной артиллерии, артиллерийские части, склады артиллерийского имущества, мастерские и лаборатории. Общий надзор за крепостной артиллерией осуществлял инспектор крепостной артиллерии при Артиллерийском департаменте (с 1862 года — Главном артиллерийском управлении). С введением военно-окружной системы в 1863—1864 годах крепостные артиллерийские округа были постепенно упразднены, крепостные артиллерии подчинены артиллерийским управлениям военных округов. Количество и состав крепостных артиллерий изменялись. По расписанию 1859 года было 9 округов, 43 крепостных артиллерии, 69 крепостных артиллерийских частей.
На 1914 год — в военных округах было 24 крепостных артиллерии, более 60 частей.

26. ... По своему предназначению, калибру, дальности и мощности огня артиллерия делится на: пехотную, легкую, тяжёлую, большой мощности и специальную — зенитную и береговую.— Глава вторая «Организация войск РККА». 1. Рода войск и их боевое применение.
Полевой устав РККА (ПУ-39)
- Тяжёлая артиллерия особого назначения

### Береговая артиллерия
Вид морской артиллерии, предназначенный для защиты военно-морских баз, подразделяется на стационарную и подвижную береговую артиллерию.
До появления броненосцев и броненосных крейсеров береговая артиллерия имела на своём вооружении гладкоствольные орудия калибром от 18 до 50 фунтов, карронады калибром до 96 фунтов, 3-пудовые бомбовые пушки и 3—5-пудовые мортиры. Дальность стрельбы при этом не превышала 4,2 км. Наибольший вес орудия достигал 5,4 тонны, а снаряда — 90 кг.

### Корабельная артиллерия
Совокупность артиллерийского оружия, установленного на боевых кораблях и предназначенного для применения по береговым (наземным), морским (надводным) и воздушным целям. Наряду с береговой артиллерией составляет морскую артиллерию. В современном понятии корабельная артиллерия представляет собой комплекс артиллерийских установок, систем управления огнём и артиллерийского боезапаса.
По назначению:
- Орудия главного калибра — для применения по надводным целям, то есть для решения основного предназначения корабля. Орудия этого калибра также применялись для воздействия по береговым целям для поддержки сухопутных войск или десантов с моря. Потерял свою актуальность с развитием ракетного оружия
- Противоминная артиллерия
- Артиллерийские системы противокатерной обороны
- Универсальная корабельная артиллерия — применяется по морским, береговым и воздушным целям. Основной вид современной корабельной артиллерии. Главной задачей универсальной артиллерии являются воздушные цели, а второстепенной — морские и береговые.
- Зенитная артиллерия — применяется по воздушным целям. Зенитная артиллерия ранее делилась на крупнокалиберную (100 мм и более), среднекалиберную (57 — 88 мм) и малокалиберную (менее 57 мм).

### Реактивная артиллерия
В реактивной артиллерии средства поражения доставляются к цели за счёт реактивной тяги двигателя. К реактивной артиллерии относят реактивные системы залпового огня (РСЗО) наземного, морского и авиационного базирования. Для стрельбы из РСЗО используются реактивные снаряды (глубинные бомбы), реактивные двигатели которых работают, как правило, на двухосновных порохах (баллиститных и кордитных, в современных образцах всё чаще используют смесевое топливо). Отсутствие отдачи при выстреле позволяет использовать в таких системах многоствольные, сравнительно компактные и простые по устройству пусковые установки. Многозарядность систем реактивной артиллерии определяет высокую огневую производительность и возможность одновременного поражения целей на значительных площадях, что вместе с внезапностью достигаемой залповой стрельбой обеспечивает высокий эффект воздействия на противника. Основной недостаток систем реактивной артиллерии — сравнительно высокое рассеивание снарядов. Для устранения этого недостатка на реактивные снаряды стали устанавливать системы управления полётом, корректирующие траекторию движения снаряда (инерциального типа и инерциальную, комбинированную с системой радиоуправления на конечном участке траектории — на российской РСЗО 9К58 «Смерч» и инерциальную комбинированную со спутниковой системой — на снарядах типа GMLRS американской РСЗО M270 MLRS).
Первые успешные попытки боевого применения неуправляемых реактивных снарядов относятся ко временам англо-майсурских войн второй половины XVIII века, когда они, в частности, показали свою эффективность при осаде британцами Серингапатама (1799). Усовершенствованные Уильямом Конгривом, которому удалось увеличить дальность их полёта с 500 до 3000 ярдов, они поступили на вооружение британского флота. В 1806 году около 200 пороховых ракет были выпущены в течение получаса при нападении англичан на Булонь, а в 1807 году использовались в так называемой «бомбардировке Копенгагена». Применялись они в англо-американской войне 1812—1815 годов и во время Наполеоновских войн, однако несмотря на всё это, недостатки первых ракет привели к тому, что к середине XIX века интерес к ним как к оружию практически исчез.
Возрождение неуправляемых реактивных снарядов как оружия связано с разработкой в СССР Реактивным научно-исследовательским институтом (РНИИ) в период 1927—1937 годов реактивных снарядов РС-82 и РС-132, которые были приняты на вооружение РККВФ. РС-82 летом 1939 года на истребителях И-16 и И-153 успешно применялись по воздушным целям в боях на реке Халхин-Гол. В ходе советско-финской войны (1939—1940) 6 двухмоторных бомбардировщиков СБ были оснащены пусковыми установками для ракет РС-132. Пуски ракет РС-132 производились по наземным целям.
В 1939—1941 годах в РНИИ была создана многозарядная пусковая установка БМ-13, смонтированная на шасси грузового автомобиля ЗИС-6, которая 21 июня 1941 года была принята на вооружение. 14 июля 1941 года залп «Катюш» экспериментальной батареи капитана И. А. Флёрова по вражеским эшелонам на железнодорожном узле города Орша, показал высокую эффективность, а уже на следующий день батарея под командованием Флёрова провела обстрел колонны вражеских войск под городом Рудня, поддержав обороняющиеся части Красной Армии.
В послевоенный период, наиболее известными случаями[для кого?] боевого применения реактивной артиллерии являются применение советскими войсками РСЗО 9К51 «Град» в советско-китайском пограничном конфликте на острове Даманский в 1969 году и применение грузинскими войсками тех же РСЗО 9К51 «Град» в войне в Грузии в 2008 году.

### Зенитная артиллерия
Тактический знак НАТО для обозначения на карте и в документах
Зенитные артиллерийские орудия предназначались для стрельбы по воздушным целям.
- Зенитные установки сухопутных войск
- Противовоздушная оборона

### Противотанковая артиллерия
Противотанковое орудие (ПТО) — специализированные артиллерийские орудия, предназначенное для борьбы с бронетехникой противника путём стрельбы прямой наводкой. В подавляющем большинстве случаев оно является длинноствольной пушкой с высокой начальной скоростью снаряда и небольшим углом возвышения. К другим характерным особенностям противотанкового орудия относятся унитарное заряжание и клиновый полуавтоматический затвор, которые способствуют максимальной скорострельности. При конструировании ПТО особое внимание уделяют минимизации его массы и размеров с целью облегчения транспортировки и маскировки на местности.
ПТО могут применяться и против небронированных целей, но с меньшей эффективностью, чем гаубицы или универсальные полевые орудия.
В СССР приказом НКО противотанковая артиллерия 1 июля 1942 года была переименована в истребительно-противотанковую артиллерию.
С развитием танковой промышленности образовался тип самоходных артиллерийских установок (САУ), одними из направлений которого стали противотанковая и контрбатарейная борьба.